# سلطة الأمم المتحدة الانتقالية في كمبوديا
سلطة الأمم المتحدة الانتقالية في كمبوديا (UNTAC) كانت بعثة سياسية تابعة للأمم المتحدة أنشئت في الفترة من 28 فبراير 1992 إلى سبتمبر 1993 بموجب قرار مجلس الأمن الدولي رقم 745 بالاتفاق مع دولة كمبوديا حكومة الأمر الواقع في ذلك الوقت، لتنفيذ اتفاقية باريس للسلام لعام 1991. كانت سلطة الأمم المتحدة الانتقالية في كمبوديا نتاج نشاط دبلوماسي مكثف على مدى سنوات عديدة تمتعت السلطة بالحق في تولي الأمم المتحدة لأول مرة إدارة دولة مستقلة وتنظيم انتخابات ومحطة إذاعية وسجن خاص بها كما كانت مسؤولة عن تعزيز وحماية حقوق الإنسان والحقوق على المستوى الوطني.
ترأس البعثة الياباني ياسوشي أكاشي وقائد القوة جنرال الجيش جون ساندرسون من أستراليا، ومفوض الشرطة العميد كلاس روس من هولندا، ضمت سلطة الأمم المتحدة الانتقالية ما يقرب من 15900 عسكري و 3400 شرطي مدني و 2000 مدني و 450 متطوعًا للأمم المتحدة بالإضافة إلى  موظفين معينين محليًا ومترجمين فوريين. وخلال فترة الانتخابات، عمل أكثر من 50 ألف كمبودي كموظفي انتخابات، وأعير حوالي 900 من موظفي مراكز الاقتراع الدولية من الحكومات. كلفت العملية بأكملها أكثر من 1.6 مليار دولار (ما يعادل 2.5 مليار دولار في عام 2017)، معظمها لرواتب الوافدين.

## الدول المشاركة
شاركت 46 دولة قدمت مراقبين عسكريين أو شرطة أو قوات وهم
- المغرب
- الأرجنتين
- أستراليا
- النمسا
- بنغلاديش
- بلجيكا
- بروناي
- بلغاريا
- الكاميرون
- كندا
- تشيلي
- الصين
- كولومبيا
- ساحل العاج
- الدنمارك
- مصر
- فيجي
- فرنسا
- ألمانيا
- غانا
- المجر
- الجزائر
- الهند
- إندونيسيا
- أيرلندا
- إيطاليا
- اليابان
- الأردن
- كينيا
- ماليزيا
- نيبال
- هولندا
- نيوزيلندا
- نيجيريا
- النرويج
- ناميبيا
- باكستان
- بيرو
- الفلبين
- بولندا
- روسيا
- السنغال
- السويد
- تنزانيا
- تايلاند
- تونس
- تركيا
- المملكة المتحدة
- الولايات المتحدة
- الأوروغواي[4][5]